# Васил Берон
Вижте пояснителната страница за други личности с името Васил Берон.
Васил Хаджистоянов Берон е български лекар, просветен деец и археолог, редовен член на Българското книжовно дружество. Той е дългогодишен директор на Болградската гимназия и поставя началото на археологическите разкопки в Търново.
Васил Берон е баща на дерматолога Богомил Берон (1866 – 1936).

## Биография
Васил Берон е роден през 1824 година в Котел в семейството на Стоян Хаджибончев, собственик и търговец на добитък. Майка му, Жейна, е сестра на просветния деец Петър Берон.
Стоян Х.Бончев и Жейна са имали седем деца – четирима синове: Христо, Петър, Иван и Васил, и три дъщери: Анастася, Елена и Слава. Най-малкият син – Васил, към когото майката има особена слабост, е будно, сериозно и ученолюбиво момче. Подобно на другите си братя, и той се учи в начално училище в Котел, открито още в 1819 г. от жеравненеца Райно Попович, който въвежда усвоения от него в Букурещкото елинско училище взаимен метод на обучение.
Малкият Васил слуша разказите на по-възрастните за неотдавнашните кърджалийски ужаси, за изгарянето на близки и далечни села и градове, за измъчването и избиването на хиляди българи, за геройското държание на котленци, които издигнали около селото крепостни стени с бойни кули, поставили черешови топчета, заели важни места в планинските проходи и храбро се защитавали против разбойническите хайки. Със затаен дъх той слуша разказите на участниците в кървавата битка в гората при Козята река, където била унищожена голяма кърджалийска хайка. Особено приятно е общуването на Васил със Съби, сина на Стойко Раковлията, който е с три години по-голям от него и предишната1834 година се е преместил да учи в Карлово при някогашния тамошен учител Райно Попович.
Стоян Х.Бончев е разширил търговските си връзки в Цариград. Той записва младия Васил в прочутото гръцко училище (Великата народна школа) в Истанбулския квартал „Куру чешме“, където между многото гръцки младежи се учат и малък брой българчета. Тук са Сава Доброплодни, Иван Добровски и Съби Стойков. Тук той слуша лекции по класическа философия и литература, по етика, риторика и богословие, логика, география, физика и химия, учифренски и арабски език, прозира ясно елинизаторските стремежи на учителите гърци, слуша надутите хвалби на гърчетата за образоваността и книжнината на гърците и у него още по-силно се разгаря омразата към всичко гръцко и желанието му за реално, естествено–научно и полезно за народа знание. На няколко пъти буйният му приятел Съби Стойков посещава Атина, където се среща с учещите там около двадесетина български ученици в гимназията и студенти в университета. Тук те са образували „славяно-българско“, по-късно „македонско“ дружество, което си е поставило за задача да работи за въвеждане на български език в училищата в България, за разширяване на родната книжнина и освобождаването на народа от духовното и политическото робство.
През 1842 г. 18-годишният Васил се записва в Ришельовската гимназия в Одеса. Тук той се запознава с горещия патриотизъм на своите сънародници, с дейността на Васил Априлов и Николай Степанович Палаузов, с трудовете на карпатския малорусин Геор Хуца, нарекъл се по-късно Юрий Венелин. След като Васил завършва Одеската гимназия, Стоян х.Бончев изпраща сина си в Цариград, където той пребивава почти цяла година, за да събере от клиентите му сумите за доставената им стока. Васил изпълнява задачата си, изпраща събраните суми на баща си и му съобщава, че задържа от тях една част, необходима му за пътуването до Румъния, където се среща с вуйчо си Петър.
По време на Кримската война (1853 – 1856) е лекар доброволец в Руската армия. Установява се в Търново като лекар през 1856 г. и се захваща със завидно усърдие да изучава миналото на града. От 1862 до 1868 г. е учител и директор на Българската гимназия в Болград, а през 1868 – 1872 г. е градски лекар в Болград. В периода 1872 – 1900 г. е председател на Църковната община и управител на училищата в Търново. След Освобождението издава книгата „Археологически и исторически изследвания“ през 1887 г., в която намират място всички негови изследвания. През 1879 г. е окръжен управител на Търново. Основател е на Археологическото дружество в Търново.
Умира на 24 септември 1909 г.

## Съчинения
Д-р Васил Берон събира и публикува български народни песни в списанията „Български книжици“, „Българска пчела“, „Духовни книжки“, във вестниците „Народност“ и „Българан“, сам издава в Болград вестник „Пътник“. Всяка от неговите написани с вещина книги е нещо ново в българската книжнина, отговарящо на потребностите възникнали във връзка с нашето образование: „Първа българо-френска граматика“. Букурещ, 1859; „Логика“. Виена, 1861; „Българо-френски буквар“. Болград, 1865; „Човекът в сравнение с другите животни“. Болград, 1870; „Зоология“. Русе, 1880; „Археологически и исторически изследвания“. Търново, 1886.
- „Първа българо-френска граматика“. Букурещ, 1859 Архив на оригинала от 2013-05-14 в Wayback Machine.
- „Българо-френски буквар“. Болград, 1865 Архив на оригинала от 2013-05-14 в Wayback Machine.
- „Логика“. Виена, 1861 Архив на оригинала от 2013-05-14 в Wayback Machine.
- „Човекът в сравнение с другите животни“. Болград, 1870 Архив на оригинала от 2013-05-14 в Wayback Machine.

Оригиналите се намират във фонда на библиотеката при читалище „Надежда“ Велико Търново.
- Първа българско-френска грамматика, с едно изложение за българското правописание. Букурещ, 1859.
- Естественна история. Част 1: Зоология. Болград, 1870.